# بینگهام (نبراسکا)
بینگهام (به انگلیسی: Bingham) یک منطقهٔ مسکونی در ایالات متحده آمریکا است که در شهرستان شریدن، نبراسکا واقع شده‌است. بینگهام ۱٬۱۸۶٫۹۱ متر بالاتر از سطح دریا واقع شده‌است.